# Saint-Rémy-des-Landes
Saint-Rémy-des-Landes è un comune francese di 211 abitanti situato nel dipartimento della Manica nella regione della Normandia.

## Società

### Evoluzione demografica
Abitanti censiti